# Tomas Maier
Pour les articles homonymes, voir Maier.
Tomas Maier, né en 1957, est un créateur de mode allemand et directeur artistique de la maison de luxe italienne Bottega Veneta, filiale du groupe de luxe Kering, entre 2001 et 2018. Sous son influence, l'offre de biens de luxe de Bottega Veneta est transformée, donnant une place prépondérante à la qualité, l’artisanat et l’exclusivité.

## Biographie
Né en avril 1957 à Pforzheim (Allemagne), à la lisière de la Forêt-Noire, Tomas Maier grandit dans une famille d’architectes et est scolarisé dans une école Waldorf. Il se rend ensuite à Paris, où il se forme auprès de l'École de la chambre syndicale de la couture parisienne. Plus tard, il travaille pour des marques de la mode et du luxe en France, Allemagne et Italie, parmi lesquels Guy Laroche, Sonia Rykiel, pour qui il était responsable des collections homme durant huit ans, et Revillon, dont il a été directeur artistique pendant quatre ans. Il a également dessiné les collections de prêt-à-porter d’Hermès, où il resté neuf ans et pour qui il a aussi créé des accessoires et articles de maroquinerie. En 1999, il met fin à tous ses engagements et s’installe en Floride.

### Bottega Veneta
Il est nommé directeur artistique de Bottega Veneta par Tom Ford en juin 2001, lors de l’entrée de la griffe le Pôle Luxe (anciennement Groupe Gucci) du groupe PPR.
Tomas Maier décide d’étendre et de développer la marque Bottega Veneta. En septembre 2001, quelques mois après son arrivée, il présente la première collection, uniquement composée d’accessoires. Dessiné par Tomas Maier pour sa première collection, le Cabat est devenu l’un des articles phares de l'entreprise[réf. souhaitée]. Tomas Maier a également affirmé que Bottega Veneta renouerait avec l’absence de logo, portée par la fameuse devise : « Quand vos initiales suffisent ».
Tomas Maier a érigé ces principes en ligne directrice. Au cours des deux premières années, des boutiques sont ouvertes à Londres, Paris, Milan et New York, et une petite ligne de prêt-à-porter masculin et féminin est venue compléter les collections saisonnières. Le premier défilé de prêt-à-porter féminin a eu lieu en février 2005, tandis que le premier défilé masculin est organisé en juin 2006. En plus des collections de prêt-à-porter féminin et masculin, Bottega Veneta crée également des accessoires, de la joaillerie, des meubles, des fauteuils, des plateaux, des bureaux, des articles de maroquinerie, de la porcelaine, des lunettes, ainsi que des parfums et des montres. En outre, pour conserver les traditions de la marque, la Scuola della Pelleteria, une école d’artisanat spécialisée, est créée à Vicence (Italie) en 2006. Enfin, la marque a aménagé une suite des hôtels St Régis de Rome et Florence et du Park Hyatt de Chicago.   
Sous la houlette de Tomas Maier, Bottega Veneta a vu ses ventes augmenter de 800 % entre 2001 et 2011[réf. souhaitée].

### Griffe propre
En 1997 est créée la marque Tomas Maier, qui dispose d’une boutique en ligne dès 1998. Depuis, trois boutiques ont ouvert leurs portes en Floride et dans les Hamptons. La collection est vendue dans plus de 100 magasins répartis dans plus de 30 pays du monde entier. En 2013, elle fait l'objet d'une joint-venture entre Kering et Tomas Maier.
En juin 2018, la marque annonce mettre fin à ses activités.

## Distinctions
- 2004 : Prix GQ Allemagne – Homme de l’année dans la catégorie Mode internationale
- 2007 : Prix Forum du magazine allemand TextilWirschaft dans la catégorie Créativité et qualité du design
- 2007 : Prix « Rule Breakers » du FGI[Quoi ?]
- 2007 : Prix Elle Style Hong Kong – Meilleur créateur international d’accessoires
- 2007 : Prix DNR – Créateur de l’année
- 2009 : Prix ACE – Designer de l’année